# (14332) Brucebarnett
(14332) 1981 EX26 est un astéroïde de la ceinture principale d'astéroïdes découvert en 1981.

## Description
(14332) 1981 EX26 a été découvert le 2 mars 1981 à l'observatoire de Siding Spring, situé près de Coonabarabran, en Nouvelle-Galles du Sud, en Australie, par Schelte J. Bus.

### Caractéristiques orbitales
L'orbite de cet astéroïde est caractérisée par un demi-grand axe de 2,43 UA, un périhélie de 1,83 UA, une excentricité de 0,25 et une inclinaison de 2,99° par rapport à l'écliptique. Du fait de ces caractéristiques, à savoir un demi-grand axe compris entre 2 et 3,2 UA et un périhélie supérieur à 1,666 UA, il est classé, selon la JPL Small-Body Database, comme objet de la ceinture principale d'astéroïdes.

### Caractéristiques physiques
(14332) 1981 EX26 a une magnitude absolue (H) de 14,5 et un albédo estimé à 0,239.